# Filó de Tars (metge)
Filó de Tars (en llatí Philon, en grec antic Φίλων) era un metge grec nadiu de Tars a Cilícia, que va viure al segle I aC o fins i tot abans. Galè en parla i diu que va ser anterior al seu temps.
Va ser l'autor d'un conegut antídot anomenat filoni (philonium, Φιλώνειον, que va descriure en un curt i enigmàtic poema en grec que Galè va conservar i en va donar breus explicacions. L'antídot és esmentat sovint pels autors antics com Galè, Areteu, Paule Egineta, Aeci, Joan Actuari, Marcel, Alexandre de Tral·les, Nicolau Mirepsos i Avicenna.
Cels parla d'un Filó descobridor d'un col·liri, que seria aquest mateix personatge. S'ha suposat per alguns autors que aquest Filó de Tars podria haver estat Filó Herenni Bibli, el gramàtic, però sense gaire fonament.